# يوهان كريستيان لودويغ هيلويج
يوهان كريستيان لودويغ هيلويج (بالألمانية: Johann Christian Ludwig Hellwig)‏ (و. 1743 – 1831 م) هو رياضياتي، وعالم حشرات، وأستاذ جامعي، ومصمم ألعاب ألماني، ولد في غارتس، كان عضوًا في الأكاديمية الألمانية للعلوم ليوبولدينا، والأكاديمية البروسية للعلوم، توفي في براونشفايغ، عن عمر يناهز 88 عاماً.